# 日內瓦驅動器

動畫顯示一個運轉中的六槽的外部日內瓦驅動器

日內瓦驅動器（英語：Geneva drive），又稱馬爾他十字機構（法語：Croix de Malte），是一種可將連續旋轉轉換為間歇旋轉的齿轮機構。旋轉的驅動輪上有一銷子，其可伸入從動輪的槽中，使從動輪向前旋轉一定的幅度。驅動輪上還具有阻擋圓盤，可以確保從動輪在每一步移動間能在適當的位置上。

## 背景
日內瓦驅動器的名稱源於重要的機械錶製造中心瑞士日內瓦，其最初應用於機械手錶的製作。由於四槽的從動輪與马耳他十字的形狀甚為相似，因而又被稱為馬爾他十字機構。鑑於其可以被製成小尺寸機構且能夠承受相當大的機械應力，因此經常應用於手錶中。
最常見的從動輪具有四個槽，當驅動輪旋轉一周時，從動輪即向前旋轉90°。若從動輪具有n個槽，驅動輪每旋轉一周，從動輪便旋轉360°/n。
日內瓦驅動器在運作的過程中需要良好的潤滑，所以它通常封裝在油膠囊中運轉。

## 用途與應用
日內瓦驅動器應用於电影放映机。電影底片並不會連續地通過放映機，反而是一幀一幀地通過。每幀底片停留在鏡頭前1/24秒，並且閃兩次，而形成48赫兹的頻率。這種間歇性的運轉可以利用日內瓦驅動器實現。（現代電影放映機也可能使用電子控制式分度機構或步進馬達，使底片快速地通過。）日內瓦驅動器在電影放映機的第一次使用可以追溯到1896年奧斯卡·梅斯特及馬克思·格利維（Max Gliewe）的放映機與羅伯特·威廉·保羅的「Theatrograph」。以前的投影機，包括由托馬斯·阿馬特設計、由爱迪生銷售的「維太放映機」，使用了喬治·德門尼於1893年所發明的「拍打機構」以實現間歇性的底片傳送。
具有從動輪的日內瓦驅動器也應用在機械錶中，但其並非用於手錶的驅動，而是限制弹簧的張力，使得其能在彈力限度內運作。若從動輪的其中一槽被封閉，驅動輪的轉數便會受到從動輪的限制。在手錶中，驅動輪將發條旋上，而其中一槽被封閉的四槽或五槽從動輪防止彈簧及發條旋得太緊或太鬆。這便是所謂的日內瓦停止機構，由製錶工人於17至18世紀期間發明。
日內瓦驅動器的其他應用包括繪圖機中的換筆裝置、自動採樣裝置、點鈔機、在工業及製造業中的各種形式的可轉位設備（如数控机床中的刀具更換器、六角車床、螺絲機、轉塔鑽頭，部分分度頭、旋轉臺等）。鐵環時鐘亦使用日內瓦驅動器使鐵環間歇性的運動。
在太空任務中，日內瓦驅動器用來改變曙光號分輻照相機的濾光鏡於2011年對灶神星的拍攝作業。其可以確保當其中一個機械損壞時，至少有一面濾光鏡可以使用。

## 變形

### 內部日內瓦驅動器
內部日內瓦驅動器是日內瓦驅動器的一種變體。轴承只能安裝在其驅動輪軸上的其中一側。在從動輪旋轉一步期間，外部日內瓦驅動器的驅動輪旋轉度數必小於180°；而內部日內瓦驅動器的驅動輪旋轉度數必大於180°。因此，其驅動輪旋轉時間較靜止時間長。

內部日內瓦驅動器
動畫顯示一個運轉中的內部日內瓦驅動器

外部驅動器的形式相較之下還是比較常見，因為其可以小型化以及禁得起較大的機械應力。

### 球形日內瓦驅動器
日內瓦驅動器另一種變形是球形日內瓦驅動器，其可以改變旋轉軸的方向。在圖中，綠色的構造為驅動輪、紫色的構造為從動輪。

球形日內瓦驅動器

## 運動學

從動輪一周期間的運動曲線，由上至下分別為：角位移θ、角速度ω、角加速度α、角加加速度j_{a}。

圖表顯示出外部四槽日內瓦驅動器的物理量曲線圖。當驅動器銷子進入及離開插槽時，加速度有不連續性。這造成了加加速度圖中有無限的尖峰（狄拉克尖峰），進而使其震動。

## 延伸閱讀
- Sclater, Neil, ,  5th, New York: McGraw Hill: 180–210, 2011, ISBN 978-0-07170442-7. Drawings and designs of various drives.（英文）

## 外部連結
- (tutorial), Cornell,   [2017-07-16], （原始内容存档于2016-03-14）.（英文）
- , The University of Nebraska,   [2017-07-16], （原始内容存档于2020-11-12）.（英文）
- (animation), Brock eng,   [2017-07-16], （原始内容存档于2020-06-27）.（英文）
- 美國專利第6,183,087号 – Quickermittent. Modified starwheel for fast pulldown.
- ,  (animation and instructions for building), Oct 7, 2007  [2017-07-16], （原始内容存档于2021-01-25）（英文）